# 朱德军官教育团旧址
朱德军官教育团旧址位于中国江西省南昌市东湖区八一大道376号，是朱德创办的国民革命军第三军军官教育团旧址，1982年归入第一批全国重点文物保护单位“八一”起义指挥部旧址，现为南昌市博物馆展区之一。
旧址范围包括今南昌市警备区及南昌大学第二附属医院，占地数十亩，原为清末陆军小学堂所在地，后改为江西陆军“讲武堂”。前后三进共四五十间房，另有礼堂及操场。1927年初，朱德受命创办国民革命军第三军军官教育团，并自任团长之职，由陈奇涵任教育长。“八一”南昌起义时，军官教育团成员发挥了重要作用。旧址在抗日战争期间大部分被毁，中华人民共和国成立后重建恢复了部分建筑。

## 图片
- 文物保护单位标志